# Sanford, North Carolina
Sanford är en stad (city) i den amerikanska delstaten North Carolina. Ortnamnet hedrar järnvägsingenjören Silas Sanford Smith. Enligt 2010 års folkräkning hade Sanford 28 094 invånare. Sanford är administrativ huvudort i Lee County.